# Гороваха (Псковская область)
Гороваха — деревня в Великолукском районе Псковской области России. Входит в состав Шелковской волости.

## География
Расположена на севере района на берегу реки Ольшанка, в 30 км к северо-востоку от райцентра Великие Луки.

## Население
| 2001 | 2002 | 2010 |
| ---- | ---- | ---- |
| 39   | ↘37  | →37  |

Численность населения деревни по оценке на начало 2001 года составляла 39 жителей.

## История
С января 1995 до декабря 2014 года деревня входила в состав ныне упразднённой Марьинской волости.